# 나는 듯이 (드라마)
《나는 듯이》(일본어: 翔ぶが如く)는 1990년 1월 7일부터 12월 9일까지 방송한 NHK의 28번째 대하드라마이다. 지난 3년간의 작품과 비교할 때 드라마 등급은 약간 떨어졌지만, 새 화면의 주제면에서 드라마 등급은 상당히 좋은 편이다. 이 영상의 내용은 결코 가볍지 않기 때문에 높은 평가를 받고 있다.

## 개요
원작에서는 다카모리 · 도시미치를 비롯한 많은 사츠마 사람은 과묵한 인물로 그려져 침묵을 견딜 수 사츠마 사람의 기량을 다른 클랜 출신들과 비교하여 묘사하고 있지만, 각본을 담당한 오야마이 미에코는 "과묵하다고 정하면 드라마가 되지 않는다"고 울면서 대사를 보충. "회의를 말하지 말아라 "라는 대사를 가끔 넣어"쓸데없는 이야기를 하지 않는다"는 점을 강조하는 것을 제안한다. 원작자인 시바 료타로도 그 점에 관해서는 관대하고 대담에서 오야마이의 노고를 치하했다.
제 1 부, 제 2 부 통해 나레이션은 모든 가고시마 방언이다 (제 1부 나레이션을 담당 한 쿠사노 다이고는 가고시마 현에서 자란 바 있다.). 물론 출연자의 대사가 주로 가고시마 사투리 때문에 이해하기 어려운 말에는 자막이 붙었다. 무엇보다 극중 내레이션과 대사에 사용되고있는 가고시마 사투리는 표준어에 영향을 받아 다소 정제 된 것(억양만 가고시마 방언을 살린 표준 일본어)이며, 실제 가고시마 사투리는 다른 지방의 사람은 더 난해하고 복잡한 것이다.
주인공 역할인 다카모리 역을 연기한 니시다는 당시 유명했던 초상화에서 흔히 볼 수 다카모리에 가까워 지려고 하면서 메이크업이나 표정 등 촬영시의 노력뿐만 아니라 실제로 크랭크인 전부터 체중을 늘려 촬영에 도전한 일화가 있다. 신장은 6 척을 훌쩍 넘었다고 전해지는 다카모리에 카메라 앵글을 고려하여 몸집이 큰 인상을 조작했다. 또한 카가가 연기하는 도시미치도 꽤 실상에 가까운 연기이며, 도시미치의 후손들에게서 칭찬하고 받고 있다.

## 줄거리
시기는 에도 막부 말기. 사쓰마 국 가고시마 성하 아래 대장장이 마을에서 형제와 같이 자란 사이고 키치노스케와 오쿠보 도시미치. 두 사람은 시마즈 나리 아키라의 비호 아래에서 두각을 나타내고 어떤 때는 서로 손을 잡고, 그리고 어떤 때는 다른 방식으로 사쓰마 번을 움직이면서 이윽고 두 사람의 활약은 유신 회천의 대 위업을 달성에 이른다.
두 사람은 새 정부 참에 모여 취임하지만, 봉건 체제에서 현대 중앙 집권 체제에 일대 전환은 국내에 큰 모순을 만들어 가고 있었다. 그것은 녹을 잃은 무사들의 존재이며, 아직 무사도 정신에서 자기를 벗어나지 못하고 있다. 키치노스케에게 이런 사족들의 존재는 강 건너 불구경이 아니었다. 한 도시 미치는 합리주의 작가로서 수많은 요오드화 정책을 내놓고 간다. 서로 상반되는 두 이데올로기는 이른바 '정한론'을 가지고 충돌한다. 이윽고 정한론은 백지화 된 두 사람은 결별을 가르는데.
그리고 시대의 파도가 두 사람을 유신 이후 최대의 내란 · 서남 전쟁으로 몰아 간다. 하지만 두 사람이 거짓없는 진정한 우정을 완수하기 위해서는 피할 수 없는 길이었다.

## 제작진
- 原作・・・司馬遼太郎
- 劇本・・・小山內美江子
- 音樂・・・一柳慧
- 演奏・・・東京交響樂團
- 主題音樂演奏・・・NHK交響樂團
- 主題音樂指揮・・・秋山和慶
- 題字・・・司馬遼太郎
- 協力・・・鹿兒島縣
- 監修・・・小西四郎
- 時代考証・・・原口泉
- 風俗考証・・・小野一成
- 衣裝考証・・・小泉清子
- 所作指導・・・猿若清方
- 殺陣・・・林邦史朗
- 製作・・・吉村文孝
- 導演・・・平山武之、望月良雄、木田幸紀、小松隆一、菅康弘
- 旁白・・・草野大悟（第一部）、田中裕子（第二部）

## 등장인물
사이고 키치노스케 → 사이고 다카모리 - 니시다 토시유키
본작의 주인공. 통칭은 키치노스케. 훗날 다카모리로 개명.
오오쿠보 쇼스케 → 오오쿠보 도시미치 - 카가 타케시
본작의 또 다른 주인공. 통칭은 쇼스케. 추후 도시미치로 개명.
사이타니 우메타로→ 사카모토 료마 - 사토 코이치
토사 번을 벗어나 떠돌이 로시. 삿초 동맹의 주인공. 훗날의 료마.

## 이야기 구성
```
* 「청운의 의지」（제1부 전편）
* 「유신의 완성」（제1부 후편）
* 「양웅의 결전」（제2부 전편）
* 「미래로의 비상」（제2부 후편）
```

## 무대 뒷이야기
- 사이고을 연기 한 니시다 토시유키는 후쿠시마 현 출신으로 어린 시절 동네 노인들로부터 사쓰마를 대단한 공포의 대상으로 여기는 이야기를 듣고 있었다고 한다. 덧붙여 니시다는 2013년 대하 드라마 「야에의 벚꽃」에 아이즈 번사 · 사이고 토나모을 맡게 되지만, 토나모도 다카모리도 뿌리를 더듬으면 같은 미카와 사이고 씨에 연결되는 먼 친척이다.
- 개요에서 볼 수 있듯이, 사츠마 사람들은 전체 이야기를 통해 가고시마 방언을 사용한다. 첫 번째 부분에서 료마는 토사벤 사용자이고 초슈의 카츠라는 초슈벤 사용자이다. 그러나 두 번째 부분에서는 사츠마 이외의 모든 새로운 정부 공무원이 공용어가 되었으며, 카츠라 (키도 타카아키)와 다른 초슈어를 사용하는 사람들이 공용어로 말하기 시작한다.
- 최종화에서 사쿠라지마를 바라보는 마지막 장면에서 항공 촬영을 해 당시 방송 시점의 현대 가고시마의 풍경이 비친다.
- 나리 아키라 역의 카야마 유조는 이와쿠라 도모미의 현손이다.